# Базгієвська сільська рада
Базгі́євська сільська рада (рос. Базгиевский сельский совет) — муніципальне утворення у складі Шаранського району Башкортостану, Росія. Адміністративний центр — село Базгієво.

## Населення
Населення — 977 осіб (2019, 1269 у 2010, 1513 у 2002).

## Склад
До складу поселення входять такі населені пункти:
| Населений пункт         | Населення, осіб (2002) | Населення, осіб (2010) |
| ----------------------- | ---------------------- | ---------------------- |
| Алмаш, присілок         | 27                     | 18                     |
| Базгієво, село          | 490                    | 465                    |
| Кір-Тлявлі, село        | 237                    | 190                    |
| Новий Там'ян, присілок  | 228                    | 173                    |
| Старий Там'ян, присілок | 218                    | 156                    |
| Старі Тлявлі, присілок  | 313                    | 267                    |